# Regeringen Kim Kielsen IV
Regeringen Kim Kielsen IV var Grønlands regering 15. maj 2018 til 5. oktober 2018. Den blev dannet efter valget til Grønlands parlament i april 2018. Regeringen bestod fra starten af Siumut og de tre mindre partier Partii Naleraq, Nunatta Qitornai og Atassut og havde med 16 af de 31 mandater i parlamentet akkurat flertal. Efter flere brydninger forlod Partii Naleraq regeringen 10. september 2018, og regeringen fortsatte som en mindretalsregering med de tre øvrige partier indtil en ny mindretalsregering med de samme tre partier blev dannet 5. oktober 2018.

## Dannelse
Både Siumut og Inuit Ataqatigiit (IA), som tidligere havde haft 22 af de 31 pladser i Grønlands parlament, kom stærkt svækket ud af parlamentsvalget i 2018. De største vindere af valget var Demokraatit og de to nye partier Nunatta Qitornai og Suleqatigiissitsisut, mens Partii Naleraq og Atassut kun gik lidt frem henholdsvis tilbage. Siumut var parat til samtaler med alle de øvrige partier. Den 3. maj afviste Demokraatit en koalition med Siumut og var kun åben for samtaler med Inuit Ataqatigiit. Om eftermiddagen mislykkedes også samtalerne mellem Siumut og IA, hvilket efterlod en koalition med de små partier som den eneste mulighed for Siumut for at danne regering. Den 4. maj, ti dage efter valget, blev koalitionsaftalen mellem Siumut, Partii Naleraq, Atassut og Nunatta Qitornai endelig underskrevet. Den 11. maj blev ministerudnævnelserne offentliggjort på en pressekonference.

## Kriser i regeringen
Regeringen var fra starten på usikker grund, da det var en højre-centrum-venstre-koalition med fire partier og et flertal på kun ét mandat. Den 24. august 2018 truede Jens Napaattooq med, at Partii Naleraq ville forlade regeringen, hvis ikke fangstkvoterne i Nord- og Østgrønland blev ophævet. De var allerede opbrugt midt på året, hvilket betød, at fangere og fiskere i områderne ikke måtte fortsætte deres aktiviteter. Grønlands Naturinstitut (Pinngortitaleriffik) meddelte dog kort efter, at bestandene af narhvaler og hvidhvaler ville blive yderligere decimeret, hvis fangstkvoterne blev ophævede. Fredag den 7. september blev det meddelt, at den danske statsminister Lars Løkke Rasmussen ville mødes med regeringsformand Kim Kielsen mandag den 10. september for at forhandle om dansk medfinansiering af tre nye grønlandske lufthavne. Eventuelt skulle man bryde med praksissen om, at Danmark ikke gav mere end det årlige bloktilskud på 3,8 milliarder danske kroner til Grønland. Partii Naleraq var ikke tilfreds med de planlagte landingsbaner, som de mente var for lange og dermed for dyre. Samtidig planlagde finansminister Pele Broberg (Partii Naleraq) at halvere selskabsskatten, hvilket ville betyde et underskud på 528 millioner kroner indtil 2022. Partii Naleraq meddelte samme weekend, at de ikke kunne godkende dansk støtte til lufthavnsprojekterne. Kielsen mødte også modstand fra sit eget parti, hvor der blev talt om "kolonialisme".

## Partii Naleraqs udtræden
Den 9. september indkaldte Partii Naleraq endelig til en pressekonference, hvor partiformand Hans Enoksen meddelte, at Partii Naleraq forlod koalitionen, som derfor ikke længere havde flertal. Det antiseparatistiske Atassut, i skikkelse af partileder Siverth K. Heilmann, rapporterede, at udmeldelsen blev set som en lettelse. Han sagde, at han ikke havde forstået noget af det, der var foregået i partiet på det seneste, og at han havde en fornemmelse af, at Hans Enoksen ikke havde styr på sine partimedlemmer. Kun få timer senere meddelte Sara Olsvig fra Inuit Ataqatigiit, at de var klar til koalitionsforhandlinger som det tidligere oppositionsparti, mens Niels Thomsen fra Demokraatit sagde, at hans parti ville være mindre interesseret i at indgå i en koalition uden en større indrømmelse fra Siumut. Kim Kielsen meddelte, at de to andre regeringspartier stadig var interesserede i at deltage i regeringen, og at han ikke ønskede nyvalg. Han bemærkede også, at aftalen om den danske lufthavnsfinansiering ville blive gennemført. Den 10. september arrangerede Partii Naleraq en demonstration, hvor blandt andet Kim Kielsen blev kaldt "diktator", hvilket partiet senere tog afstand fra. Samme dag blev Pele Brobergs porteføljer midlertidigt overdraget til Vittus Qujaukitsoq, og Doris J. Jensen overtog Anthon Frederiksens.
Den 2. oktober, efter nye koalitionsforhandlinger, blev en mindretalsregering af de tre tilbageværende partier, støttet af Demokraatit, aftalt. Dagen efter blev Vivian Motzfeldt udnævnt til formand for Grønlands parlament. Indtil udnævnelsen af Regeringen Kielsen V den 5. oktober var hendes porteføljer delt mellem Aqqalu Jerimiassen og Erik Jensen.

## Sammensætning
| Minister                              | Område                                                               | Bemærking              |
| ------------------------------------- | -------------------------------------------------------------------- | ---------------------- |
| Kim Kielsen (Siumut)                  | Formand for regeringen og natur og miljø                             |                        |
| Pele Broberg (Partii Naleraq)         | Finanser                                                             | til 9. september 2018  |
| Anthon Frederiksen (Partii Naleraq)   | Sociale anliggender og justitsområdet                                | til 9. september 2018  |
| Doris J. Jensen (Siumut)              | Sundhed og forskning                                                 |                        |
| Doris J. Jensen (Siumut)              | Sociale anliggender og justitsområdet                                | fra 10. september 2018 |
| Erik Jensen (Siumut)                  | Fiskeri, fangst og landbrug                                          |                        |
| Erik Jensen (Siumut)                  | Uddannelse, kultur og kirke                                          | fra 3. oktober 2018    |
| Aqqalu Jerimiassen (Atassut)          | Erhverv og energi                                                    |                        |
| Aqqalu Jerimiassen (Atassut)          | Udenrigsanliggender                                                  | fra 3. oktober 2018    |
| Vivian Motzfeldt (Siumut)             | Uddannelse, kultur, kirke og udenrigsanliggender                     | til 3. oktober 2018    |
| Vittus Qujaukitsoq (Nunatta Qitornai) | Råstoffer, arbejdsmarked, indenrigsanliggender og nordisk samarbejde |                        |
| Vittus Qujaukitsoq (Nunatta Qitornai) | Finanser                                                             | fra 10. september 2018 |
| Simon Simonsen (Siumut)               | Boliger og infrastruktur                                             |                        |